# Rabobank (wielerploeg)/2012
Deze pagina geeft een overzicht van de Rabobank ProTeam-wielerploeg in  2012. Het team is dit seizoen een van de 18 teams die het recht hebben, maar ook de plicht, deel te nemen aan alle wedstrijden van de UCI World Tour.

## Algemeen
Sponsor: Rabobank
Algemeen manager: Harold Knebel
Teammanager: Erik Breukink
Ploegleiders:Frans Maassen, Jan Boven, Erik Dekker, Adri van Houwelingen, Nico Verhoeven
Fietsmerk: Giant
Materiaal en banden: Shimano, Vittoria
Kleding: Agu
Budget: 15 miljoen euro
Kopmannen: Theo Bos, Robert Gesink, Bauke Mollema, Steven Kruijswijk, Mark Renshaw, Luis León Sánchez

## Renners
| Naam               | Geboortedatum | Nationaliteit | Contract t/m | Ploeg 2011                                          |
| ------------------ | ------------- | ------------- | ------------ | --------------------------------------------------- |
| Carlos Barredo     | 05-06-1981    | Spanje        | 2012         |                                                     |
| Lars Boom          | 30-12-1985    | Nederland     | 2014         |                                                     |
| Jetse Bol          | 08-09-1989    | Nederland     | 2013         | Rabobank Continental Team                           |
| Theo Bos           | 22-08-1983    | Nederland     | 2014         |                                                     |
| Matti Breschel     | 31-08-1984    | Denemarken    | 2012         |                                                     |
| Graeme Brown       | 09-04-1979    | Australië     | 2013         |                                                     |
| Stef Clement       | 24-09-1982    | Nederland     | 2014         |                                                     |
| Laurens ten Dam    | 13-11-1980    | Nederland     | 2013         |                                                     |
| Jos van Emden      | 18-02-1985    | Nederland     | 2012         |                                                     |
| Rick Flens         | 11-04-1983    | Nederland     | 2013         |                                                     |
| Juan Manuel Gárate | 25-04-1976    | Spanje        | 2013         |                                                     |
| Robert Gesink      | 31-05-1986    | Nederland     | 2014         |                                                     |
| Marc Goos          | 30-11-1990    | Nederland     | 2014         | Rabobank Continental Team. Stagiair vanaf augustus. |
| Wilco Kelderman    | 25-03-1991    | Nederland     | 2014         | Rabobank Continental Team                           |
| Steven Kruijswijk  | 07-06-1987    | Nederland     | 2014         |                                                     |
| Tom Leezer         | 26-12-1985    | Nederland     | 2013         |                                                     |
| Paul Martens       | 26-10-1983    | Duitsland     | 2013         |                                                     |
| Michael Matthews   | 26-09-1990    | Australië     | 2012         |                                                     |
| Bauke Mollema      | 26-11-1986    | Nederland     | 2014         |                                                     |
| Grischa Niermann   | 03-11-1975    | Duitsland     | 2012         |                                                     |
| Mark Renshaw       | 22-10-1982    | Australië     | 2013         | Team HTC                                            |
| Luis León Sánchez  | 24-11-1983    | Spanje        | 2014         |                                                     |
| Tom-Jelte Slagter  | 01-07-1989    | Nederland     | 2013         |                                                     |
| Bram Tankink       | 03-12-1978    | Nederland     | 2014         |                                                     |
| Maarten Tjallingii | 05-11-1977    | Nederland     | 2014         |                                                     |
| Coen Vermeltfoort  | 11-04-1988    | Nederland     | 2012         |                                                     |
| Dennis van Winden  | 02-12-1987    | Nederland     | 2013         |                                                     |
| Maarten Wynants    | 13-05-1982    | België        | 2014         |                                                     |

## Belangrijke overwinningen
| Clásica de Almería Winnaar: Michael Matthews Parijs-Nice 6e etappe: Luis León Sánchez Dwars door Drenthe Winnaar: Theo Bos Ronde van Castilië en León 2e etappe: Luis León Sánchez Ronde van Turkije 1e etappe: Theo Bos 4e etappe: Mark Renshaw 8e etappe: Theo Bos Ronde van Romandië 3e etappe: Luis León Sánchez 4e etappe: Luis León Sánchez | Ronde van Californië 7e etappe: Robert Gesink Eindklassement: Robert Gesink Jongerenklassement: Wilco Kelderman Critérium du Dauphiné Jongerenklassement: Wilco Kelderman Ster ZLM Toer 3e etappe: Lars Boom NK wielrennen Spanje - individuele tijdrit: Luis León Sánchez Ronde van Frankrijk 14e etappe: Luis León Sánchez Ronde van Burgos 3e etappe: Matti Breschel 4e etappe: Paul Martens | Eneco Tour 3e etappe: Theo Bos Eindklassement: Lars Boom Ronde van Utah 3e etappe: Michael Matthews Clásica San Sebastián Winnaar: Luis León Sánchez Dutch Food Valley Classic Winnaar: Theo Bos Ronde van Denemarken Jongerenklassement: Wilco Kelderman World Ports Classic 2e etappe: Theo Bos Memorial Rik van Steenbergen Winnaar: Theo Bos |

Barredo ·
Bol · 
Boom ·
Bos ·
Breschel ·
Brown ·
Clement ·
ten Dam ·
van Emden ·
Flens ·
Gárate ·
Gesink ·
Kelderman ·
Kruijswijk ·
Leezer ·
Martens ·
Matthews ·
Mollema ·
Niermann ·
Renshaw ·
Sánchez ·
Slagter ·
Tankink ·
Tjallingii ·
Vermeltfoort ·
van Winden · 
Wynants ·
Goos (stagiair)
Mannen: 1984 · 1985 · 1986 · 1987 · 1988 · 1989 · 1990 · 1991 · 1992 · 1993 · 1994 · 1995 · 1996 · 1997 · 1998 · 1999 · 2000 · 2001 · 2002 · 2003 · 2004 · 2005 · 2006 · 2007 · 2008 · 2009 · 2010 · 2011 · 2012 · 2013 · 2014 · 2015 · 2016 · 2017 · 2018 · 2019 · 2020 · 2021 · 2022 · 2023 · 2024 · 2025
Lijst van alle renners
Vrouwen: 2021 · 2022 · 2023 · 2024 · 2025
AG2R-La Mondiale · Astana · BMC Racing Team · Euskaltel-Euskadi · FDJ-Big Mat · Team Garmin-Sharp-Barracuda · Katjoesja · Lampre-ISD · Liquigas-Cannondale · Lotto-Belisol · Team Movistar · Omega Pharma-Quick Step · Orica-GreenEdge · Rabobank · RadioShack-Nissan-Trek · Saxo Bank-Tinkoff Bank · Sky ProCycling · Vacansoleil-DCM